# ريتا برصونا
ريتا برصونا (17 أغسطس 1976 -)، ممثلة لبنانية.

## عن حياتها
وصلت للشهره من خلال عملها الشهير غنوجة بيا الذي حقق نجاح كبير جعل المنتجون يحولون حلقته الأخيرة إلى فيلم سينمائي كسابقه بتاريخ الدراما اللبنانية. وحقق الفيلم ايرادات عاليه وما زال يعرض حتى الآن.

### جوائزها
- جائزة الموريكس دور لعام 2006 عن أفضل ممثله لبنانيه عن دورها في مسلسل غنوجة بيا.
- جائزة الموريكس دور 2006 للثنائي الجماهيري مع بيتر سمعان عن مسلسل غنوجة بيا.
- رشحت لجائزة الموريكس دور لعام 2007 عن أفضل ممثله عن مسلسل الليلة الأخيرة.
- رشحت لجائزة الموريكس دور لعام 2008 عن أفضل ممثله عن مسلسل مجنون ليلى.

## أعمالها
- أصحاب تلاتي 2018
- أبو البلابل
- سكريتيرة بابا
- نساء في العاصفة
- اسمها لا
- إلى من يهمه الأمر
- يا غافل إلك الله
- غدا" يوم اخر
- السبيل
- بنات عمتي وبنتي وأنا
- كلها مالحة
- جميل وجميلة
- عمول كونترول
- صائمون ولكن
- غنوجة بيا
- الليلة الأخيرة
- حواء في التاريخ
- فيلم ليلة عيد
- مجنون ليلى
- دكتور هلا
- عشتار مسلسل سوري
- غنوجه بيا
- فيلم غنوجه بيا
- ذكره

## روابط خارجية
- ريتا برصونا على موقع قاعدة بيانات الأفلام العربية